# Гулівська сільська рада (Миронівський район)
Гулівська сільська рада — сільська рада в Українській РСР до 1954 року із центром у селі Гулі (нині Миронівської громади Київської області). У 1954 році була приєднана до Владиславської сільради Миронівського району.
До сільради входили села Гулі, Вахутинці і згодом Нова Олександрівка.
До 1935 року сільрада входила до складу Богуславського району, а з 1935 року — до складу Миронівського району.

## Історія
Спочатку села Гулі і Вахутинці перебували у складі Вахутинецької сільради.
До 1923 року Вахутинецька сільрада перебувала у складі Вільховецької волості Богуславського (Канівського) повіту Київської губернії.
У 1923 році в Українській СРР було проведено районування, внаслідок якого утворено округи і райони замість повітів і волостей. Зокрема, постановами ВУЦВК від 7 березня і 12 квітня було утворено Богуславський район у складі Корсунської округи Київської губернії, до якого увійшла і Вахутинецька сільрада.
Станом на 1924 рік до Вахутинецької сільради входили села Вахутинці та Гулі, у яких налічувалося 451 господарств із загальним населенням 2030 осіб.
У 1935 році в УРСР було проведено розукрупнення районів. Зокрема, постановами ВУЦВК від 22 січня та 17 лютого було відновлено Миронівський район у складі Київської області, до якого увійшла і Гулівська сільрада.
Станом на 1 вересня 1946 року до сільради входили села Гулі, Вахутинці і Нова Олександрівка.
10 серпня 1954 року був виданий Указ Президії Верховної Ради УРСР «Про укрупнення сільських рад депутатів трудящих в Київській області», яким Гулівська сільська рада приєднувалася до Владиславської сільської ради Миронівського району.